# Omotes
Omotes is een kevergeslacht uit de familie van de boktorren (Cerambycidae). De wetenschappelijke naam van het geslacht werd voor het eerst geldig gepubliceerd in 1842 door Newman.

## Soorten
Omotes omvat de volgende soorten:
- Omotes cucujides Newman, 1842
- Omotes erosicollis Pascoe, 1859
- Omotes punctissima Newman, 1851